# Erik Bering
Erik Bering (født 23. marts 1945 i Aarhus, død 24. oktober 2021 i Næstved) var en dansk blomsterhandler og -kunstner, der drev blomsterforrentningen Bering House of Flowers i København fra 1972 til 2003. 

## Biografi
Allerede som barn var Erik Bering interesseret i blomster. I en alder af otte blev han blomsterbud på Nørrebro i København, hvor han voksede op.
Han blev udlært blomsterdekoratør som 20-årig, og var i den forbindelse på studieophold i Flower House i London. Den britiske blomsterstil gjorde indtryk og inspirerede ham. Som nyuddannet arbejdede han i butikken Viola i Hellerup.
I 1972 etablerede han sin egen butik i Købmagergade i København. Forretningen blev i 1990 kongelig hofleverandør, og det var således Bering, der stod for blomsterdekorationerne, da dronning Margrethe og Prins Henrik i 1992 fejrede sølvbryllup. Han stod også for blomsterne ved kronprins Pavlos' bryllup i London i 1995.
I 2003 overdrog han forretningen til Bjarne Als og åbnede derefter gårdbutikken Beringgaard  i Gilleleje. Gården blev dog solgt få år senere grundet dårligt helbred til Sanne Salomonsen.
I 2019 udgav han selvbiografien Et liv med blomster og en smule ukrudt.
De sidste år af sit liv boede han på Møn. Han døde i 2021 efter kort tids kræftsygdom.